# Agasthenes fulvibasis
Agasthenes fulvibasis är en stekelart som beskrevs av Henry Keith Townes, Jr. 1983. Agasthenes fulvibasis ingår i släktet Agasthenes och familjen brokparasitsteklar. Inga underarter finns listade i Catalogue of Life.